# I liga argentyńska w piłce nożnej (2003/2004)
Mistrzem Argentyny turnieju Apertura w sezonie 2003/04 został Boca Juniors, natomiast wicemistrzem Argentyny turnieju Apertura został San Lorenzo de Almagro.
Mistrzostwo Argentyny turnieju Clausura w sezonie 2003/04 zdobył River Plate, natomiast wicemistrzostwo Argentyny turnieju Clausura zdobył Boca Juniors.
O tym, które zespoły zagrają w międzynarodowych pucharach zadecydowała sumaryczna tabela łącząca wyniki turniejów Apertura i Clausura. Do Copa Libertadores w roku 2005 zakwalifikowały się następujące kluby:
- Boca Juniors
- River Plate
- CA Banfield
- San Lorenzo de Almagro
- CA Argentino de Quilmes

Do Copa Sudamericana w roku 2004 zakwalifikowało się sześć klubów:
- Boca Juniors
- River Plate
- CA Banfield
- San Lorenzo de Almagro
- CA Argentino de Quilmes
- Arsenal Sarandí Buenos Aires

Tabela spadkowa zadecydowała o tym, które kluby spadną do drugiej ligi (Primera B Nacional Argentina), a które będą miały szanse obronić swój byt pierwszoligowy w barażach. Bezpośrednio spadły kluby, które w tabeli spadkowej zajęły dwa ostatnie miejsca – Chacarita Juniors i Nueva Chicago Buenos Aires. Na ich miejsce awansowały dwie najlepsze drużyny z drugiej ligi – Instituto Córdoba i Almagro Buenos Aires. Mecze barażowe musiały stoczyć Talleres Córdoba i Atlético Rafaela. Oba zespoły przegrały baraże i spadły do drugiej ligi. Zastąpili je barażowi zwycięzcy – Argentinos Juniors i Huracán Tres Arroyos

## Torneo Apertura 2003/04

### Apertura 1
| Data            | Mecz |
| --------------- | --- |
| 1 sierpnia 2003 | San Lorenzo de Almagro – Chacarita Juniors 1:2 Diego Raúl Capria 76 – Jorge Arnaldo Torales 51, Cristian Humberto Milla 70 |
| 2 sierpnia 2003 | CA Colón – Racing Club 0:0                                                                                                 |
| 2 sierpnia 2003 | Arsenal Sarandí – Talleres Córdoba 1:1 Germán Denis 33 – Luciano de Bruno 72k                                              |
| 2 sierpnia 2003 | Banfield – Newell’s Old Boys 0:0                                                                                           |
| 2 sierpnia 2003 | Rosario Central – Vélez Sarsfield 2:1 Horacio Carbonari 8k, Ezequiel González 17 – Roberto Nanni 39                        |
| 3 sierpnia 2003 | Independiente – Estudiantes La Plata 3:1 Jeremías Emanuel Caggiano 35. 50, Christian Giménez 82 – Marcos Gelabert 39       |
| 3 sierpnia 2003 | Quilmes – Atlético Rafaela 3:1 Diego Ceballos 26, Daniel Cicogna 37, Leandro Benítez 67 – Daniel Giménez 33k               |
| 3 sierpnia 2003 | Olimpo Bahía Blanca – Lanús 2:2 Alejandro Delorte 18, 24 – Martín Andrizzi 75, Walter Ribonetto 90+2                       |
| 3 sierpnia 2003 | River Plate – Nueva Chicago 2:1 Guillermo Pereyra 50, Fernando Cavenaghi 87k – Daniel Tilger 46                            |
| 3 sierpnia 2003 | Gimnasia y Esgrima La Plata – Boca Juniors 0:1 Sebastián Battaglia 93                                                      |

### Apertura 2
| Data             | Mecz |
| ---------------- | --- |
| 8 sierpnia 2003  | Vélez Sarsfield – Banfield 0:3 Jorge Núñez Martínez 19, Eduardo Bustos Montoya 37, Jorge Cervera 71                                      |
| 9 sierpnia 2003  | Lanús – CA Colón 0:0 |
| 9 sierpnia 2003  | Atlético Rafaela – Arsenal Sarandí 1:0 Nestor Testa 45                                                                                   |
| 9 sierpnia 2003  | Newell’s Old Boys – Independiente 0:0 |
| 9 sierpnia 2003  | Racing Club – San Lorenzo de Almagro 1:0 Diego Milito 8                                                                                  |
| 10 sierpnia 2003 | Chacarita Juniors – Gimnasia y Esgrima La Plata 2:2 Víctor Müller 70, Iván Furios 92 – Claudio Enría 6, 44                               |
| 10 sierpnia 2003 | Talleres Córdoba – Olimpo Bahía Blanca 1:0 Luciano de Bruno 34                                                                           |
| 10 sierpnia 2003 | Nueva Chicago – Quilmes 0:2 Pablo Garnier 80, Diego Ceballos 90                                                                          |
| 10 sierpnia 2003 | Boca Juniors – Rosario Central 4:0 Guillermo Barros Schelotto 57, Carlos Tévez 79, Clemente Rodríguez 82, Guillermo Barros Schelotto 54k |
| 10 sierpnia 2003 | Estudiantes La Plata – River Plate 3:0 Ricardo Ismael Rojas 14s, Ernesto Farías 30k, Ezequiel Maggiolo 34                                |

### Apertura 3
| Data             | Mecz |
| ---------------- | --- |
| 15 sierpnia 2003 | Gimnasia y Esgrima La Plata – Racing Club 0:0                                                                                             |
| 16 sierpnia 2003 | Rosario Central – Chacarita Juniors 0:0                                                                                                   |
| 16 sierpnia 2003 | Banfield – Independiente 0:1 Emiliano Ariel Dudar 75 (głową)                                                                              |
| 17 sierpnia 2003 | CA Colón – Talleres Córdoba 5:1 Esteban Fuertes 17, 21, Iván Moreno y Fabianesi 69, Jorge Martinez 77, Javier Delgado 84 – Aldo Osorio 10 |
| 17 sierpnia 2003 | Olimpo Bahía Blanca – Atlético Rafaela 0:1 Rubén Forestello 5                                                                             |
| 17 sierpnia 2003 | Arsenal Sarandí – Nueva Chicago 1:1 Germán Denis 84 – César González 70                                                                   |
| 17 sierpnia 2003 | Quilmes – Estudiantes La Plata 0:0 |
| 17 sierpnia 2003 | River Plate – Newell’s Old Boys 0:2 Julián Vázquez 41, Jairo Patiño 58                                                                    |
| 17 sierpnia 2003 | Vélez Sarsfield – Boca Juniors 1:3 Mauro Óbolo 23 – Carlos Tévez 54, Rolando Schiavi 68, 79                                               |
| 18 sierpnia 2003 | San Lorenzo de Almagro – Lanús 1:1 Alberto Acosta 10 – Silvio Carrario 85                                                                 |

### Apertura 4
| Data                 | Mecz |
| -------------------- | --- |
| 22 sierpnia 2003     | Nueva Chicago – Olimpo Bahía Blanca 1:1 Hernán Buján 29s – Mauricio Hanuch 49                                                               |
| 22 sierpnia 2003     | Racing Club – Rosario Central 2:2 Milovan Mirosevic 38, Mariano González 90 – Gustavo Barros Schelotto 69, Claudio González 75              |
| 23 sierpnia 2003     | Lanús – Gimnasia y Esgrima La Plata 0:0 |
| 23 sierpnia 2003     | Chacarita Juniors – Vélez Sarsfield 1:0 Mariano Mignini 19                                                                                  |
| 23 sierpnia 2003     | Talleres Córdoba – San Lorenzo de Almagro 0:3 Alberto Acosta 35, Román Gonzalo Díaz 43, 50                                                  |
| 24 sierpnia 2003     | Estudiantes La Plata – Arsenal Sarandí 0:0                                                                                                  |
| 24 sierpnia 2003     | Newell’s Old Boys – Quilmes 2:1 Julián Vázquez, Agustín Alayes 28s – Pablo Garnier 41                                                       |
| 24 sierpnia 2003     | Independiente – River Plate 2:2 Christian Giménez 51, Jeremías Emanuel Caggiano 90 – Marcelo Salas 67, Horacio Ameli 69                     |
| 24 sierpnia 2003     | Atlético Rafaela – CA Colón 1:1 Iván Juárez 35 – Gabriel Migliónico 70                                                                      |
| 15 października 2003 | Boca Juniors – Banfield 3:3 Carlos Tévez 6, 75, Sebastián Battaglia 83 – Juan Pablo Raponi 66, Fernando Ortiz 77, Eduardo Bustos Montoya 80 |

### Apertura 5
| Data             | Mecz |
| ---------------- | --- |
| 29 sierpnia 2003 | San Lorenzo de Almagro – Atlético Rafaela 1:1 Román Gonzalo Díaz 1 – Emanuel Villa 61                                                         |
| 30 sierpnia 2003 | Arsenal Sarandí – Newell’s Old Boys 3:2 Germán Denis 2, 6, Javier Gandolfi 86 – Mauro Rosales 32, 64                                          |
| 30 sierpnia 2003 | Quilmes – Independiente 1:1 Ariel Maximiliano López 69 – Hugo Morales 43                                                                      |
| 31 sierpnia 2003 | Gimnasia y Esgrima La Plata – Talleres Córdoba 2:2 Gonzalo Choy González 20, Lucas Licht 90 – Emanuel Perrone 19, Luciano De Bruno 54         |
| 31 sierpnia 2003 | Rosario Central – Lanús 3:1 Claudio González 10, Gonzalo Belloso 68, Pablo Andrés Sánchez 92 – Silvio Carrario 26                             |
| 31 sierpnia 2003 | CA Colón – Nueva Chicago 3:1 Esteban Fuertes 58, 81, Alcides Piccoli 74 – Daniel Tilger 65                                                    |
| 31 sierpnia 2003 | Boca Juniors – Chacarita Juniors 2:0 Juan Manuel Azconzabal 8s, Carlos Tévez 53 mecz przerwany w 68 minucie przy stanie 2:0 – wynik utrzymano |
| 31 sierpnia 2003 | Olimpo Bahía Blanca – Estudiantes La Plata 0:0                                                                                                |
| 31 sierpnia 2003 | Vélez Sarsfield – Racing Club 3:3 Rolando Zárate 63, 70, Maximiliano Flotta 90 – Diego Milito 33, 35, Milovan Mirosevic 40k                   |
| 31 sierpnia 2003 | Banfield – River Plate 0:0 |

### Apertura 6
| Data             | Mecz |
| ---------------- | --- |
| 26 września 2003 | Independiente – Arsenal Sarandí 0:0                                                                                     |
| 27 września 2003 | Nueva Chicago – San Lorenzo de Almagro 1:2 Leonardo Ramos 73k – Pablo Zabaleta 12, Jonathan Santana 37                  |
| 27 września 2003 | Newell’s Old Boys – Olimpo Bahía Blanca 2:0 Paulo Rosales 73, Julián Vázquez 87                                         |
| 27 września 2003 | Estudiantes La Plata – CA Colón 1:1 Ernesto Farías 56 – Martín Romagnoli 1                                              |
| 27 września 2003 | Lanús – Vélez Sarsfield 1:1 Cristian Alvarez 54k – Mauro Óbolo 17k                                                      |
| 28 września 2003 | Chacarita Juniors – Banfield 0:3 Eduardo Bustos Montoya 35, 43, Jorge Cervera 36                                        |
| 28 września 2003 | Atlético Rafaela – Gimnasia y Esgrima La Plata 4:0 Emanuel Villa 1k, 71, Gonzalo Del Bono 64, Leonardo di Lorenzo 66    |
| 28 września 2003 | Talleres Córdoba – Rosario Central 2:2 Julián Maidana 45, Sebastián Carrizo 90 – Mariano Messera 7, Gonzalo Belloso 26  |
| 28 września 2003 | Racing Club – Boca Juniors 1:4 Gastón Fernández 90k – Iarley 45, Carlos Tévez 52, 56, Matías Donnet 81                  |
| 28 września 2003 | River Plate – Quilmes 2:2 Fernando Cavenaghi 68, Alejandro Domínguez 84 – Juan Manuel Herbella 1, Kilian Virviescas 32s |

### Apertura 7
| Data                | Mecz                                                                                              |
| ------------------- | ------------------------------------------------------------------------------------------------- |
| 30 września 2003    | Olimpo Bahía Blanca – Independiente 0:2 Daniel Eduardo Quinteros 32, Jeremías Emanuel Caggiano 36 |
| 30 września 2003    | CA Colón – Newell’s Old Boys 1:1 Iván Moreno y Fabianesi 89 – Jairo Patiño 82                     |
| 30 września 2003    | San Lorenzo de Almagro – Estudiantes La Plata 1:0 Diego Raúl Capria 36                            |
| 1 października 2003 | Chacarita Juniors – Racing Club 0:0                                                               |
| 1 października 2003 | Banfield – Quilmes 2:1 Daniel Bilos 71, José Luis Sánchez 89k – Rodrigo Braña 14                  |
| 1 października 2003 | Boca Juniors – Lanús 0:0                                                                          |
| 1 października 2003 | Arsenal Sarandí – River Plate 1:0 Patricio Hernán González 9                                      |
| 1 października 2003 | Vélez Sarsfield – Talleres Córdoba 2:1 Mauro Óbolo 28k, Rolando Zárate 30 – Sebastián Carrizo 90k |
| 1 października 2003 | Rosario Central – Atlético Rafaela 2:1 Germán Gustavo Herrera 43, 54 – Gonzalo Román del Bono 14  |
| 1 października 2003 | Gimnasia y Esgrima La Plata – Nueva Chicago 0:2 Elvio Raúl Martínez 4, Matías Saad 10             |

### Apertura 8
| Data                | Mecz                                                                                            |
| ------------------- | ----------------------------------------------------------------------------------------------- |
| 4 października 2003 | Talleres Córdoba – Boca Juniors 1:1 Maximiliano Velázquez 62 – Rolando Schiavi 27k              |
| 4 października 2003 | Independiente – CA Colón 1:2 Leonel Ríos 54 – César Andrés Carignano 52, Gustavo Savoia 83      |
| 4 października 2003 | Newell’s Old Boys – San Lorenzo de Almagro 0:1 Pablo Michelini 15                               |
| 5 października 2003 | Estudiantes La Plata – Gimnasia y Esgrima La Plata 1:0 José Ernesto Sosa 9                      |
| 5 października 2003 | Atlético Rafaela – Vélez Sarsfield 1:1 Emanuel Villa 44 – Rolando Zárate 79                     |
| 5 października 2003 | Nueva Chicago – Rosario Central 0:1 Germán Gustavo Herrera 43                                   |
| 5 października 2003 | River Plate – Olimpo Bahía Blanca 3:0 Fernando Cavenaghi 14k, 40, Osmar Ferreyra 86             |
| 5 października 2003 | Lanús – Chacarita Juniors 1:1 Rodrigo Mannara 47 – Claudio Graf 77                              |
| 5 października 2003 | Racing Club – Banfield 1:2 Claudio Úbeda 43 – Jorge Cervera 54, 72                              |
| 6 października 2003 | Quilmes – Arsenal Sarandí 2:1 Juan Manuel Herbella 22, Diego Ceballos 57 – Martín Vilallonga 62 |

### Apertura 9
| Data                 | Mecz |
| -------------------- | --- |
| 10 października 2003 | Racing Club – Lanús 2:2 Lisandro López 66, Diego Milito 86 – Silvio Carrario 47, Rodrigo Mannara 90              |
| 11 października 2003 | Vélez Sarsfield – Nueva Chicago 1:0 Maximiliano Andrés Bustos 46                                                 |
| 11 października 2003 | Chacarita Juniors – Talleres Córdoba 1:2 Cristian Humberto Milla 41 – Luciano de Bruno 31, Víctor Píriz Alves 76 |
| 11 października 2003 | Gimnasia y Esgrima La Plata – Newell’s Old Boys 0:2 Julián Vásquez 36, Jairo Patiño 43                           |
| 11 października 2003 | San Lorenzo de Almagro – Independiente 2:1 Alberto Acosta 31, 64 – Emanuel Rivas 15                              |
| 12 października 2003 | Rosario Central – Estudiantes La Plata 2:0 Germán Gustavo Herrera 45, Mariano Messera 93                         |
| 12 października 2003 | Arsenal Sarandí – Banfield 2:1 Germán Denis 2, Christian Gómez 82 – Daniel Bilos 67                              |
| 12 października 2003 | Olimpo Bahía Blanca – Quilmes 0:1 Diego Ceballos 6                                                               |
| 12 października 2003 | Boca Juniors – Atlético Rafaela 2:0 Matías Donnet 49, 64                                                         |
| 12 października 2003 | CA Colón – River Plate 1:2 Gabriel Migliónico 22 – Fernando Cavenaghi 19, 39                                     |

### Apertura 10
| Data                 | Mecz                                                                                                   |
| -------------------- | --- |
| 17 października 2003 | Independiente – Gimnasia y Esgrima La Plata 0:1 Luis Enrique Rueda 53                                  |
| 18 października 2003 | Estudiantes La Plata – Vélez Sarsfield 0:2 Cristian Pedro Bardaro 37, Esteban Buján 55                 |
| 18 października 2003 | Talleres Córdoba – Racing Club 2:0 Juan Pablo Avendaño 26, Mariano Córsico 80                          |
| 19 października 2003 | Newell’s Old Boys – Rosario Central 1:1 Jairo Patiño 52 – Leonardo Talamonti 77                        |
| 19 października 2003 | Quilmes – CA Colón 2:0 Pablo Garnier 3, Ariel Maximiliano López 64                                     |
| 19 października 2003 | Banfield – Lanús 2:1 Jorge Cervera 57, Marcos Galarza 63 – Martín Andrizzi 77                          |
| 19 października 2003 | Arsenal Sarandí – Olimpo Bahía Blanca 2:0 Martín Vilallonga 79, Christian Gómez 91k                    |
| 19 października 2003 | Nueva Chicago – Boca Juniors 0:2 Leandro Testa 33s, Franco Cángele 60                                  |
| 19 października 2003 | Atlético Rafaela – Chacarita Juniors 1:1 Iván Juárez 7k – Cristian Humberto Milla 86                   |
| 19 października 2003 | River Plate – San Lorenzo de Almagro 1:2 Diego Raúl Capria 85s – Alberto Acosta 26, Walter Montillo 55 |

### Apertura 11
| Data                 | Mecz |
| -------------------- | --- |
| 24 października 2003 | Vélez Sarsfield – Newell’s Old Boys 0:3 Walter Silvani 31, Jorge Bermúdez 59, Paulo Rosales 72                                                     |
| 25 października 2003 | Chacarita Juniors – Nueva Chicago 4:0 Claudio Graf 21, Leandro Testa 24s, Cristian Humberto Milla 81, Víctor Alberto Figueroa 86                   |
| 25 października 2003 | Rosario Central – Independiente 2:0 Horacio Carbonari 2k, Gonzalo Belloso 80                                                                       |
| 25 października 2003 | CA Colón – Arsenal Sarandí 1:0 Gustavo Savoia 90                                                                                                   |
| 25 października 2003 | Racing Club – Atlético Rafaela 4:1 Mariano González 2k, Diego Milito 20, Andrés Felipe Orozco 52, Carlos Maximiliano Estévez 91k – Iván Juárez 40k |
| 26 października 2003 | Olimpo Bahía Blanca – Banfield 3:1 Óscar Alcides Mena 5k, Carlos Alejandro Duré 28, Alejandro Delorte 88 – Jorge Cervera 57                        |
| 26 października 2003 | San Lorenzo de Almagro – Quilmes 0:1 Danilo Gerlo 15                                                                                               |
| 26 października 2003 | Lanús – Talleres Córdoba 2:1 Mauricio Martín Romero 64, Cristián Osvaldo Álvarez 83k – Julián Maidana 80                                           |
| 26 października 2003 | Boca Juniors – Estudiantes La Plata 2:0 Matías Donnet 36, Carlos Tévez 40                                                                          |
| 26 października 2003 | Gimnasia y Esgrima La Plata – River Plate 0:2 Maxi López 9, Fernando Cavenaghi 81                                                                  |

### Apertura 12
| Data                 | Mecz |
| -------------------- | --- |
| 28 października 2003 | Nueva Chicago – Racing Club 0:4 Diego Milito 50, 79, Mariano González 60, Lisandro López 75                                 |
| 29 października 2003 | Arsenal Sarandí – San Lorenzo de Almagro 0:2 Alberto Acosta 12, Claudio Morel Rodríguez 65                                  |
| 29 października 2003 | Quilmes – Gimnasia y Esgrima La Plata 1:0 Danilo Gerlo 64                                                                   |
| 29 października 2003 | River Plate – Rosario Central 2:1 Fernando Cavenaghi 40, Alejandro Domínguez 76 – Horacio Ameli 52s                         |
| 29 października 2003 | Estudiantes La Plata – Chacarita Juniors 2:1 Ernesto Farías 4, Marcos Angeleri 18 – Sebastián Diego Peña 92k                |
| 29 października 2003 | Newell’s Old Boys – Boca Juniors 1:0 Walter Silvani 29                                                                      |
| 29 października 2003 | Banfield – Talleres Córdoba 2:1 Fernando Ortiz 40, Jorge Cervera 46 – Marcelo Salas 55                                      |
| 29 października 2003 | Olimpo Bahía Blanca – CA Colón 3:0 Alejandro Delorte 9, 56, Javier Gustavo Mazzoni 91                                       |
| 29 października 2003 | Atlético Rafaela – Lanús 2:3 Gonzalo Román del Bono 1, 90 – Diego Alberto Galván 30, Martín Andrizzi 50, Rodrigo Mannara 52 |
| 29 października 2003 | Independiente – Vélez Sarsfield 0:1 Leandro Daniel Somoza 54                                                                |

### Apertura 13
| Data             | Mecz |
| ---------------- | --- |
| 1 listopada 2003 | San Lorenzo de Almagro – Olimpo Bahía Blanca 2:0 Alberto Acosta 84, 89k                                         |
| 1 listopada 2003 | Chacarita Juniors – Newell’s Old Boys 1:1 Ernesto Pedernera 50 – Walter Silvani 37                              |
| 1 listopada 2003 | Racing Club – Estudiantes La Plata 1:0 Sebastián Ariel Romero 92                                                |
| 1 listopada 2003 | Rosario Central – Quilmes 1:0 Ezequiel González 93                                                              |
| 2 listopada 2003 | Gimnasia y Esgrima La Plata – Arsenal Sarandí 1:1 Gonzalo Choy González 54 – Patricio Hernán González 58        |
| 2 listopada 2003 | Lanús – Nueva Chicago 1:1 Silvio Carrario 2 – Jorge San Esteban 79                                              |
| 2 listopada 2003 | Boca Juniors – Independiente 0:0                                                                                |
| 2 listopada 2003 | CA Colón – Banfield 0:2 Eduardo Bustos Montoya 14, Jorge Cervera 15                                             |
| 2 listopada 2003 | Talleres Córdoba – Atlético Rafaela 4:0 Luciano de Bruno 61, 63, Víctor Píriz Alves 71, Juan Pablo Avendaño 86k |
| 2 listopada 2003 | Vélez Sarsfield – River Plate 1:1 Cristian Pedro Bardaro 38 – Osmar Ferreyra 56                                 |

### Apertura 14
| Data             | Mecz |
| ---------------- | --- |
| 7 listopada 2003 | Newell’s Old Boys – Racing Club 0:0                                                                                               |
| 8 listopada 2003 | Nueva Chicago – Talleres Córdoba 3:0 Héctor Arnaldo Sanabria 30, Germán Rodrigo Basualdo 89, Daniel Tilger 90                     |
| 8 listopada 2003 | Quilmes – Vélez Sarsfield 0:1 Fabián Cubero 79                                                                                    |
| 8 listopada 2003 | Independiente – Chacarita Juniors 0:3 Sebastián Diego Peña 31k, Cristian Humberto Milla 45, Claudio Graf 83                       |
| 9 listopada 2003 | Banfield – Atlético Rafaela 0:0                                                                                                   |
| 9 listopada 2003 | Arsenal Sarandí – Rosario Central 3:1 Raúl Eduardo Gordillo 27, Adrián Roberto Romero 38, Christian Gómez 77 – Gonzalo Belloso 72 |
| 9 listopada 2003 | Olimpo Bahía Blanca – Gimnasia y Esgrima La Plata 0:1 Diego Armando Herner 81                                                     |
| 9 listopada 2003 | Estudiantes La Plata – Lanús 2:0 Ernesto Farías 30, 58                                                                            |
| 9 listopada 2003 | River Plate – Boca Juniors 0:2 Sebastián Battaglia 37, Iarley 52                                                                  |
| 9 listopada 2003 | CA Colón – San Lorenzo de Almagro 1:1 César Andrés Carignano 1 – Walter Montillo 23                                               |

### Apertura 15
| Data              | Mecz |
| ----------------- | --- |
| 21 listopada 2003 | Lanús – Newell’s Old Boys 3:2 Cristián Osvaldo Álvarez 14, 75k, Rodrigo Ezequiel Díaz 54 – Gastón Damián Aguirre 49, Diego Nicolás Villar 63 |
| 21 listopada 2003 | Vélez Sarsfield – Arsenal Sarandí 1:1 Cristian Pedro Bardaro 3 – Gastón Esmerado 13                                                          |
| 22 listopada 2003 | Racing Club – Independiente 1:1 Lucas Roberto Rimoldi 38 – Damián Manso 32                                                                   |
| 22 listopada 2003 | Atlético Rafaela – Nueva Chicago 1:1 Miguel Ángel Guerra 76 – Daniel Tilger 23                                                               |
| 22 listopada 2003 | Gimnasia y Esgrima La Plata – CA Colón 2:0 Luis Enrique Rueda 5, Gonzalo Choy González 70                                                    |
| 22 listopada 2003 | Talleres Córdoba – Estudiantes La Plata 2:1 Sebastián Carrizo 19k, Juan Pablo Avendaño 69k – Ernesto Farías 52                               |
| 23 listopada 2003 | Rosario Central – Olimpo Bahía Blanca 2:2 Horacio Carbonari 61k, Javier Cámpora 71 – Óscar Alcides Mena 58k, Javier Páez 82                  |
| 23 listopada 2003 | San Lorenzo de Almagro – Banfield 1:0 Damián Joel Giménez 69s                                                                                |
| 23 listopada 2003 | Boca Juniors – Quilmes 0:0 |
| 23 listopada 2003 | Chacarita Juniors – River Plate 1:0 Germán Darío Lux 2s                                                                                      |

### Apertura 16
| Data              | Mecz |
| ----------------- | --- |
| 25 listopada 2003 | Independiente – Lanús 0:0 |
| 26 listopada 2003 | San Lorenzo de Almagro – Gimnasia y Esgrima La Plata 0:1 Gonzalo Choy González 90+2                                                          |
| 26 listopada 2003 | CA Colón – Rosario Central 2:2 Gabriel Migliónico 29, César Andrés Carignano 60 – Javier Cámpora 39, 75                                      |
| 26 listopada 2003 | Banfield – Nueva Chicago 2:0 Javier Sanguinetti 21, Daniel Bilos 85                                                                          |
| 26 listopada 2003 | Quilmes – Chacarita Juniors 0:0 |
| 26 listopada 2003 | Newell’s Old Boys – Talleres Córdoba 4:3 Julián Vásquez 56, 74, 82, Mauro Rosales 65 – Aldo Osorio 4, 47, Ezequiel Alejandro Lázaro 53       |
| 26 listopada 2003 | Estudiantes La Plata – Atlético Rafaela przerwany w 57 minucie przy stanie 0:0 z powodu awarii światła mecz został dokończony 24 lutego 2004 |
| 27 listopada 2003 | Arsenal Sarandí – Boca Juniors 1:2 Christian Gómez 77k – Roberto Colautti 24, Matías Donnet 64                                               |
| 27 listopada 2003 | Olimpo Bahía Blanca – Vélez Sarsfield 1:0 Fernando Rubén Clementz                                                                            |
| 24 lutego 2004    | Estudiantes La Plata – Atlético Rafaela 0:0 dokończono pozostałe 33 minuty meczu przerwanego 26 listopada 2003                               |
| 3 czerwca 2004    | River Plate – Racing Club 3:1 Daniel Emmanuel Ludueña 6k, José Sand 56, Federico Almerares 58 – Lucas Roberto Rimoldi 21                     |

### Apertura 17
| Data              | Mecz                                                                                      |
| ----------------- | ----------------------------------------------------------------------------------------- |
| 28 listopada 2003 | Talleres Córdoba – Independiente 2:0 Víctor Píriz Alves 46, Luciano de Bruno 55           |
| 29 listopada 2003 | Nueva Chicago – Estudiantes La Plata 1:2 Leonardo Ramos 55k – Ernesto Farías 42k, 68      |
| 29 listopada 2003 | Gimnasia y Esgrima La Plata – Banfield 1:0 Gonzalo Choy González 75                       |
| 29 listopada 2003 | Racing Club – Quilmes 1:1 Mariano González 33 – Agustín Alayes 41                         |
| 30 listopada 2003 | Vélez Sarsfield – CA Colón 1:1 Cristian Pedro Bardaro 50 – Esteban Fuertes 63             |
| 30 listopada 2003 | Chacarita Juniors – Arsenal Sarandí 0:0                                                   |
| 30 listopada 2003 | Boca Juniors – Olimpo Bahía Blanca 1:1 Javier Villarreal 48 – Mauricio Hanuch 39          |
| 30 listopada 2003 | Rosario Central – San Lorenzo de Almagro 0:2 Alberto Acosta 74, Pablo Michelini 84        |
| 30 listopada 2003 | Atlético Rafaela – Newell’s Old Boys 1:1 Leonardo di Lorenzo 46 – Diego Nicolás Villar 89 |
| 30 listopada 2003 | Lanús – River Plate 2:0 Martín Andrizzi 19, Carlos Sebastián Coria 66                     |

### Apertura 18
| Data           | Mecz |
| -------------- | --- |
| 5 grudnia 2003 | Independiente – Atlético Rafaela 2:1 Ángel David Comizzo 8s, Hernán Losada 57 – Iván Juárez 32                                              |
| 6 grudnia 2003 | Arsenal Sarandí – Racing Club 0:0 |
| 6 grudnia 2003 | San Lorenzo de Almagro – Vélez Sarsfield 4:1 Ariel Carreño 12, Aldo Paredes 17, Jonathan Santana 49, Alberto Acosta 75k – Rolando Zárate 22 |
| 6 grudnia 2003 | Gimnasia y Esgrima La Plata – Rosario Central 1:2 Gonzalo Choy González 65 – Ezequiel González 18, Javier Cámpora 30                        |
| 7 grudnia 2003 | Newell’s Old Boys – Nueva Chicago 1:1 Julián Vásquez 11 – César Carranza 44                                                                 |
| 7 grudnia 2003 | Quilmes – Lanús 2:1 Danilo Gerlo 25, Ariel Maximiliano López 57 – Rodrigo Ezequiel Díaz 10                                                  |
| 7 grudnia 2003 | Olimpo Bahía Blanca – Chacarita Juniors 2:0 Carlos Alejandro Duré 48, Alejandro Delorte 78                                                  |
| 7 grudnia 2003 | CA Colón – Boca Juniors 2:1 Esteban Fuertes 1, Rafael Nazareno Maceratesi 76 – Antonio Barijho 34                                           |
| 7 grudnia 2003 | Banfield – Estudiantes La Plata 2:1 Javier Sanguinetti 10, Hernán Adrián González 16 – Rodolfo Aquino 44                                    |
| 7 grudnia 2003 | River Plate – Talleres Córdoba 1:1 Horacio Ameli 72 – Aldo Osorio 17                                                                        |

### Apertura 19
| Data              | Mecz |
| ----------------- | --- |
| 20 listopada 2003 | Boca Juniors – San Lorenzo de Almagro 1:0 Iarley 58                                                                                        |
| 12 grudnia 2003   | Vélez Sarsfield – Gimnasia y Esgrima La Plata 2:2 Juan Manuel Martínez 36, Rolando Zárate 74 – Gerardo Ariel Solana 45, Nelson Olveira 90k |
| 12 grudnia 2003   | Racing Club – Olimpo Bahía Blanca 1:2 Diego Milito 34k – Javier Gustavo Mazzoni 11, Leonardo Óscar Más 36                                  |
| 13 grudnia 2003   | Nueva Chicago – Independiente 0:1 Leandro Testa 14s                                                                                        |
| 13 grudnia 2003   | Rosario Central – Banfield 2:2 Leonardo Talamonti 7, Paulo Ferrari 74k – José Luis Sánchez 18, Hernán Adrián González 22                   |
| 14 grudnia 2003   | Chacarita Juniors – CA Colón 2:2 Claudio Graf 55, 70 – Esteban Fuertes 3, Jair Benítez 40                                                  |
| 14 grudnia 2003   | Lanús – Arsenal Sarandí 0:1 Gastón Esmerado 82                                                                                             |
| 14 grudnia 2003   | Talleres Córdoba – Quilmes 0:0 |
| 14 grudnia 2003   | Estudiantes La Plata – Newell’s Old Boys 4:2 Ernesto Farías 1, 26k, 39, 70k – Julián Vásquez 14, 80                                        |
| 3 marca 2004      | Atlético Rafaela – River Plate 1:2 Darío Gandín 19 – Maxi López 46, Daniel Emmanuel Ludueña 56                                             |

### Tabela końcowa Apertura 2003/04
| Poz | Klub                         | Mecze | Zw | Rem | Por | Pkt | BrZd | BrStr |
| --- | ---------------------------- | ----- | -- | --- | --- | --- | ---- | ----- |
| 1   | Boca Juniors                 | 19    | 11 | 6   | 2   | 39  | 31   | 11    |
| 2   | San Lorenzo de Almagro       | 19    | 11 | 3   | 5   | 36  | 26   | 13    |
| 3   | CA Banfield                  | 19    | 9  | 5   | 5   | 32  | 27   | 18    |
| 4   | CA Argentino de Quilmes      | 19    | 8  | 7   | 4   | 31  | 20   | 13    |
| 5   | Rosario Central              | 19    | 8  | 7   | 4   | 31  | 28   | 26    |
| 6   | Newell’s Old Boys            | 19    | 7  | 8   | 4   | 29  | 27   | 20    |
| 7   | Arsenal Sarandí Buenos Aires | 19    | 6  | 8   | 5   | 26  | 18   | 16    |
| 8   | River Plate                  | 19    | 7  | 5   | 7   | 26  | 23   | 24    |
| 9   | CA Colón                     | 19    | 5  | 9   | 5   | 24  | 23   | 24    |
| 10  | Talleres Córdoba             | 19    | 6  | 6   | 7   | 24  | 27   | 30    |
| 11  | Estudiantes La Plata         | 19    | 6  | 5   | 8   | 23  | 18   | 20    |
| 12  | Racing Club de Avellaneda    | 19    | 4  | 10  | 5   | 22  | 23   | 23    |
| 13  | Club Atlético Lanús          | 19    | 4  | 10  | 5   | 22  | 21   | 23    |
| 14  | Independiente                | 19    | 5  | 7   | 7   | 22  | 15   | 19    |
| 15  | CA Vélez Sarsfield           | 19    | 5  | 7   | 7   | 22  | 20   | 28    |
| 16  | Chacarita Juniors            | 19    | 5  | 9   | 5   | 21* | 20   | 19    |
| 17  | Gimnasia y Esgrima La Plata  | 19    | 5  | 6   | 8   | 21  | 14   | 22    |
| 18  | Olimpo Bahía Blanca          | 19    | 5  | 5   | 9   | 20  | 17   | 23    |
| 19  | Atlético Rafaela             | 19    | 3  | 8   | 8   | 17  | 19   | 28    |
| 20  | Nueva Chicago Buenos Aires   | 19    | 2  | 5   | 12  | 11  | 14   | 31    |

- Chacarita Juniors – 3 punkty odjęte

### Klasyfikacja strzelców bramek
| Gole | Piłkarz            | Klub                      |
| ---- | ------------------ | ------------------------- |
| 13   | Ernesto Farías     | Estudiantes La Plata      |
| 11   | Julián Vásquez     | Newell’s Old Boys         |
| 10   | Alberto Acosta     | San Lorenzo de Almagro    |
| 9    | Fernando Cavenaghi | River Plate               |
| 9    | Jorge Cervera      | CA Banfield               |
| 9    | Diego Milito       | Racing Club de Avellaneda |
| 9    | Carlos Tévez       | Boca Juniors              |

### Tablica spadkowa na koniec turnieju Apertura 2003/04
Tabela ma jedynie charakter orientacyjny. Dopiero stan tej tabeli na koniec turnieju Clausura zadecyduje, które z zespołów spadną do drugiej ligi, a które zagrają o utrzymanie się w lidze w barażach. Można z tej tabeli odczytać, które z drużyn przed turniejem Clausura były szczególnie zagrożone spadkiem.
| Poz | Klub                         | 2001/02 pkt/m | 2002/03 pkt/m | 2003/04 pkt/m | Razem pkt/mecze | Średnia |
| --- | ---------------------------- | ------------- | ------------- | ------------- | --------------- | ------- |
| 1   | River Plate                  | 84/38         | 79/38         | 26/19         | 189/95          | 1.9895  |
| 2   | Boca Juniors                 | 68/38         | 79/38         | 39/19         | 186/95          | 1.9579  |
| 3   | CA Argentino de Quilmes      | 0/0           | 0/0           | 31/19         | 31/19           | 1.6316  |
| 4   | San Lorenzo de Almagro       | 57/38         | 56/38         | 36/19         | 149/95          | 1.5684  |
| 5   | Racing Club de Avellaneda    | 71/38         | 53/38         | 22/19         | 146/95          | 1.5368  |
| 6   | CA Colón                     | 56/38         | 57/38         | 24/19         | 137/95          | 1.4421  |
| 7   | CA Vélez Sarsfield           | 48/38         | 66/38         | 22/19         | 136/95          | 1.4316  |
| 8   | Rosario Central              | 40/38         | 62/38         | 31/19         | 133/95          | 1.4000  |
| 9   | Gimnasia y Esgrima La Plata  | 64/38         | 46/38         | 21/19         | 131/95          | 1.3789  |
| 10  | Newell’s Old Boys            | 51/38         | 49/38         | 29/19         | 129/95          | 1.3579  |
| 11  | CA Banfield                  | 48/38         | 48/38         | 32/19         | 128/95          | 1.3474  |
| 12  | Arsenal Sarandí Buenos Aires | 0/0           | 49/38         | 26/19         | 75/57           | 1.3158  |
| 13  | Independiente                | 41/38         | 61/38         | 22/19         | 124/95          | 1.3053  |
| 14  | Club Atlético Lanús          | 51/38         | 51/38         | 22/19         | 124/95          | 1.3053  |
| 15  | Estudiantes La Plata         | 54/38         | 43/38         | 23/19         | 120/95          | 1.2632  |
| 16  | Olimpo Bahía Blanca          | 0/0           | 51/38         | 20/19         | 71/57           | 1.2456  |
| 17  | Chacarita Juniors            | 47/38         | 41/38         | 21/19         | 109/95          | 1.1474  |
| 18  | Nueva Chicago Buenos Aires   | 48/38         | 41/38         | 11/19         | 100/95          | 1.0526  |
| 19  | Talleres Córdoba             | 30/38         | 44/38         | 24/19         | 98/95           | 1.0316  |
| 20  | Atlético Rafaela             | 0/0           | 0/0           | 17/19         | 17/19           | 0.8947  |

## Torneo Clausura 2003/04

### Clausura 1
| Data           | Mecz |
| -------------- | --- |
| 13 lutego 2004 | Racing Club – CA Colón 1:1 Milovan Mirosevic 32 – Iván Moreno y Fabianesi 61 |
| 14 lutego 2004 | Vélez Sarsfield – Rosario Central 3:0 Rolando Zárate 29k, 56, Santiago Agustín Bianchi 43                                                                                       |
| 14 lutego 2004 | Newell’s Old Boys – Banfield 1:1 Edgardo Adinolfi 56 – Gabriel Amato 41 |
| 14 lutego 2004 | Chacarita Juniors – San Lorenzo de Almagro 0:2 Leandro Romagnoli 73, Patricio Ormazábal 90+2                                                                                    |
| 15 lutego 2004 | Talleres Córdoba – Arsenal Sarandí 4:3 Maximiliano Velázquez 18, Víctor Píriz Alves 51, Aldo Osorio 66, Luciano de Bruno 75k – Martín Vilallonga 7k, José Luis Calderón 72k, 83 |
| 15 lutego 2004 | Estudiantes La Plata – Independiente 1:4 Diego Colotto 49 – Daniel Eduardo Quinteros 24k, Christian Giménez 28, 87, Hernán Losada 89                                            |
| 15 lutego 2004 | Atlético Rafaela – Quilmes 0:0 |
| 15 lutego 2004 | Nueva Chicago – River Plate 2:2 César González 17, Daniel Tilger 60 – Fernando Cavenaghi 25, José Sand 77                                                                       |
| 15 lutego 2004 | Lanús – Olimpo Bahía Blanca 3:0 Ariel José Graziani 41, Sebastián Salomón 66, Carlos Sebastián Coria 80                                                                         |
| 15 lutego 2004 | Boca Juniors – Gimnasia y Esgrima La Plata 0:0 |

### Clausura 2
| Data           | Mecz |
| -------------- | --- |
| 20 lutego 2004 | Banfield – Vélez Sarsfield 1:2 Fernando Ortiz 90+1 – Lucas Valdemarín 3, Javier Sanguinetti 45s                                                                          |
| 21 lutego 2004 | Quilmes – Nueva Chicago 1:1 Ariel Maximiliano López 39 – César González 5k                                                                                               |
| 21 lutego 2004 | Gimnasia y Esgrima La Plata – Chacarita Juniors 6:1 Luis Enrique Rueda 6, 43, Lucas Lobos 13, 52, Nelson Artigas Olveira 37k, Germán Pablo Castillo 85 – Claudio Graf 56 |
| 21 lutego 2004 | Independiente – Newell’s Old Boys 1:1 Christian Giménez 28 – Mauro Rosales 73                                                                                            |
| 12 lutego 2004 | San Lorenzo de Almagro – Racing Club 0:4 Sebastián Ariel Romero 27, Gastón Casas 49, 53, Mariano González 84                                                             |
| 12 lutego 2004 | CA Colón – Lanús 3:2 César Andrés Carignano 64, Jorge Daniel Martínez 70, Iván Moreno y Fabianesi 83 – Ariel José Graziani 51, Adrián Manuel González 88s                |
| 12 lutego 2004 | Arsenal Sarandí – Atlético Rafaela 3:2 José Luis Calderón 35k, Carlos David Ruiz 41, Christian Gómez 88 – Darío Gandín 64, 76                                            |
| 12 lutego 2004 | River Plate – Estudiantes La Plata 3:0 Fernando Cavenaghi 22, 88, Marcelo Salas 31                                                                                       |
| 12 lutego 2004 | Olimpo Bahía Blanca – Talleres Córdoba 1:4 Alejandro Delorte 70 – Aldo Osorio 25, Maximiliano Salas 45, Facundo Adrián Erpen 66, Emanuel Perrone 90+2                    |
| 12 lutego 2004 | Rosario Central – Boca Juniors 1:2 Gonzalo Belloso 76 – Neri Cardozo 44, 46                                                                                              |

### Clausura 3
| Data           | Mecz |
| -------------- | --- |
| 27 lutego 2004 | Independiente – Banfield 0:1 Eduardo Bustos Montoya 90+1 |
| 28 lutego 2004 | Lanús – San Lorenzo de Almagro 0:4 Patricio Ormazábal 16, Rodrigo Ezequiel Díaz 79, 90, Carlos Daniel Cordone 81k                                                                          |
| 28 lutego 2004 | Atlético Rafaela – Olimpo Bahía Blanca 0:2 Óscar Alcides Mena 75k, Fernando Rubén Clementz 82                                                                                              |
| 28 lutego 2004 | Racing Club – Gimnasia y Esgrima La Plata 1:0 Sebastián Ariel Romero 59 |
| 12 lutego 2004 | Newell’s Old Boys – River Plate 2:3 Julián Vásquez 72, Gustavo Ariel Rodas 84 – Daniel Montenegro 5, Marcelo Salas 30, Rubens Sambueza 82                                                  |
| 12 lutego 2004 | Chacarita Juniors – Rosario Central 1:1 Sebastián Diego Peña 15k – Leonardo Talamonti 87                                                                                                   |
| 12 lutego 2004 | Estudiantes La Plata – Quilmes 1:0 Néstor Fabbri 74 |
| 12 lutego 2004 | Nueva Chicago – Arsenal Sarandí 2:1 Martín Roberto Mandra 3, César Carranza 57 – José Luis Calderón 41                                                                                     |
| 12 lutego 2004 | Boca Juniors – Vélez Sarsfield 3:3 Wálter Óscar Alcaraz 25s, Clemente Rodríguez 38, Fabián Andrés Vargas 80 – Rolando Zárate 5, Marcelo Alejandro de Souza 63, Santiago Agustín Bianchi 82 |
| 12 lutego 2004 | Talleres Córdoba – CA Colón 4:0 Víctor Píriz Alves 12, 52, Aldo Osorio 46, 56 |

### Clausura 4
| Data         | Mecz |
| ------------ | --- |
| 5 marca 2004 | Vélez Sarsfield – Chacarita Juniors 2:2 Rolando Zárate 10, 51 – Claudio Graf 14, Luciano Precone 36                                                       |
| 6 marca 2004 | San Lorenzo de Almagro – Talleres Córdoba 0:0 |
| 6 marca 2004 | Rosario Central – Racing Club 3:1 Leonardo Talamonti 17, Javier Cámpora 62, Hernán Encina 79 – Lisandro López 8                                           |
| 7 marca 2004 | Olimpo Bahía Blanca – Nueva Chicago 2:2 Óscar Alcides Mena 17, César González 41s – Jorge San Esteban 19, César González 39k                              |
| 7 marca 2004 | River Plate – Independiente 4:1 Marcelo Salas 15, Daniel Montenegro 27, 61, Fernando Cavenaghi 44 – Daniel Eduardo Quinteros 59k                          |
| 7 marca 2004 | Gimnasia y Esgrima La Plata – Lanús 0:0 |
| 7 marca 2004 | Arsenal Sarandí – Estudiantes La Plata 0:0 |
| 7 marca 2004 | Quilmes – Newell’s Old Boys 3:3 Danilo Gerlo 36, Ariel Maximiliano López 51k, Diego Ceballos 83 – Julián Vásquez 10k, Jorge Bermúdez 45, Mauro Rosales 58 |
| 7 marca 2004 | CA Colón – Atlético Rafaela 2:1 Ismael Blanco 58, Esteban Fuertes 83 – Daniel Ángel Jiménez 65                                                            |
| 7 marca 2004 | Banfield – Boca Juniors 1:2 Daniel Bilos 69 – Antonio Barijho 27, 45                                                                                      |

### Clausura 5
| Data             | Mecz |
| ---------------- | --- |
| 12 marca 2004    | Independiente – Quilmes 3:1 Hernán Losada 4k, Darío Raúl Caballero 13, Agustín Alayes 45s – Ariel Maximiliano López 48   |
| 13 marca 2004    | Talleres Córdoba – Gimnasia y Esgrima La Plata 1:0 Pablo Alberto Cuba 75                                                 |
| 13 marca 2004    | Atlético Rafaela – San Lorenzo de Almagro 0:0                                                                            |
| 14 marca 2004    | Lanús – Rosario Central 3:0 Martín Andrizzi 46, Gabriel Iribarren 57, Agustín Daniel Pelletieri 90+3                     |
| 14 marca 2004    | River Plate – Banfield 2:3 Gabriel Pereyra 8, Marcelo Salas 67 – Omar Sebastián Pérez 47, 50, Eduardo Bustos Montoya 83  |
| 14 marca 2004    | Newell’s Old Boys – Arsenal Sarandí 1:1 Julián Vásquez 52 – José Luis Calderón 1                                         |
| 14 marca 2004    | Estudiantes La Plata – Olimpo Bahía Blanca 3:1 Ernesto Farías 10, 59, 61 – Marcelo Sarmiento 42                          |
| 14 marca 2004    | Nueva Chicago – CA Colón 1:0 César González 12                                                                           |
| 14 marca 2004    | Racing Club – Vélez Sarsfield 3:2 Lisandro López 36, Mariano González 67, Gastón Fernández 78k – Rolando Zárate 58, 90+3 |
| 14 kwietnia 2004 | Chacarita Juniors – Boca Juniors 0:2 Franco Cángele 52, Javier Villarreal 87                                             |

### Clausura 6
| Data          | Mecz |
| ------------- | --- |
| 19 marca 2004 | San Lorenzo de Almagro – Nueva Chicago 2:2 Damián Óscar Luna 8, Leandro Romagnoli 42 – Martín Roberto Mandra 11, Daniel Tilger 85                                                                      |
| 20 marca 2004 | Arsenal Sarandí – Independiente 0:0 |
| 20 marca 2004 | Rosario Central – Talleres Córdoba 0:2 Víctor Píriz Alves 3, Marcelo Salas 55 |
| 21 marca 2004 | Vélez Sarsfield – Lanús 2:1 Maximiliano Andrés Bustos 76, Santiago Agustín Bianchi 78 – Ariel José Graziani 14                                                                                         |
| 21 marca 2004 | Olimpo Bahía Blanca – Newell’s Old Boys 1:1 Alejandro Delorte 12 – Julián Vásquez 8 |
| 21 marca 2004 | Banfield – Chacarita Juniors 0:0 |
| 21 marca 2004 | Gimnasia y Esgrima La Plata – Atlético Rafaela 3:4 Gonzalo Choy González 31, Germán Pablo Castillo 39, 55 – Gonzalo Román del Bono 43, Lucas Alfredo Bovaglio 58, Darío Gandín 77, Rubén Forestello 80 |
| 21 marca 2004 | CA Colón – Estudiantes La Plata 1:0 Esteban Fuertes 89 |
| 21 marca 2004 | Boca Juniors – Racing Club 4:1 Guillermo Barros Schelotto 40, 86k, José María Calvo 76, Javier Villarreal 89 – Nicolás Burdisso 60s                                                                    |
| 21 marca 2004 | Quilmes – River Plate 2:1 Ariel Maximiliano López 15, Agustín Alayes 47 – Daniel Montenegro 19 |

### Clausura 7
| Data          | Mecz |
| ------------- | --- |
| 26 marca 2004 | Racing Club – Chacarita Juniors 2:1 Mariano González 48, Luis Alberto Benítez 90 – Mario Eduardo Cuenca 77s               |
| 26 marca 2004 | Estudiantes La Plata – San Lorenzo de Almagro 1:1 Ernesto Farías 59 – Leandro Romagnoli 83k                               |
| 27 marca 2004 | Newell’s Old Boys – CA Colón 0:1 Esteban Fuertes 56                                                                       |
| 27 marca 2004 | Nueva Chicago – Gimnasia y Esgrima La Plata 1:2 Julián Kmet 59 – Germán Pablo Castillo 16, Luis Enrique Rueda 68          |
| 27 marca 2004 | Talleres Córdoba – Vélez Sarsfield 1:0 Aldo Osorio 36                                                                     |
| 27 marca 2004 | Quilmes – Banfield 1:0 Silvio Carrario 8                                                                                  |
| 27 marca 2004 | River Plate – Arsenal Sarandí 5:0 Marcelo Gallardo 10, 11, 86, José Sand 46, 51                                           |
| 27 marca 2004 | Atlético Rafaela – Rosario Central 3:1 Gustavo Adrián Semino 38, Darío Gandín 42, Emanuel Villa 68 – Horacio Carbonari 62 |
| 27 marca 2004 | Lanús – Boca Juniors 0:3 Carlos Tévez 1, 42, Neri Cardozo 9                                                               |
| 28 marca 2004 | Independiente – Olimpo Bahía Blanca 1:0 Daniel Eduardo Quinteros 9k                                                       |

### Clausura 8
| Data            | Mecz |
| --------------- | --- |
| 2 kwietnia 2004 | Vélez Sarsfield – Atlético Rafaela 2:0 Santiago Agustín Bianchi 10, Leandro Gracián 74                                                    |
| 3 kwietnia 2004 | Banfield – Racing Club 3:1 Daniel Bilos 52, Rodrigo Palacio 64, Eduardo Bustos Montoya 75 – Mariano González 49                           |
| 3 kwietnia 2004 | CA Colón – Independiente 2:0 Marcos Andrés González 21, Ismael Blanco 63                                                                  |
| 4 kwietnia 2004 | San Lorenzo de Almagro – Newell’s Old Boys 0:1 Mauro Rosales 14                                                                           |
| 4 kwietnia 2004 | Rosario Central – Nueva Chicago 1:1 Javier Cámpora 67 – Leandro Testa 12                                                                  |
| 4 kwietnia 2004 | Chacarita Juniors – Lanús 2:3 Alberto Martín Ojeda 37k, Víctor Müller 68 – Martín Andrizzi 34, Leandro Gioda 62, Rodrigo Ezequiel Díaz 71 |
| 4 kwietnia 2004 | Gimnasia y Esgrima La Plata – Estudiantes La Plata 2:2 Marcelo Goux 65, Diego Martín Scotti 70 – Horacio Cardozo 19, Marcelo Carrusca 35k |
| 4 kwietnia 2004 | Arsenal Sarandí – Quilmes 0:0 |
| 4 kwietnia 2004 | Boca Juniors – Talleres Córdoba 3:1 Carlos Tévez 7, Guillermo Barros Schelotto 28k, Diego Cagna 43 – Aldo Osorio 4                        |
| 4 kwietnia 2004 | Olimpo Bahía Blanca – River Plate 1:3 Javier Gustavo Mazzoni 16 – José Sand 48, Horacio Ameli 87, Fernando Cavenaghi 90                   |

### Clausura 9
| Data             | Mecz |
| ---------------- | --- |
| 9 kwietnia 2004  | Lanús – Racing Club 1:2 Leandro Gioda 56 – Gastón Fernández 17, 70k                                                                                  |
| 10 kwietnia 2004 | Independiente – San Lorenzo de Almagro 1:1 Guillermo Maximiliano Ayala 38 – Rodrigo Daniel Astudillo 25                                              |
| 10 kwietnia 2004 | Newell’s Old Boys – Gimnasia y Esgrima La Plata 5:2 Guillermo Marino 41, Jairo Patiño 47, 65, Mauro Rosales 72, 74 – Lucas Licht 54, Marcelo Goux 90 |
| 10 kwietnia 2004 | Estudiantes La Plata – Rosario Central 1:3 Hugo Pavone 18 – Javier Cámpora 2, Claudio González 16, Leonardo Talamonti 42                             |
| 10 kwietnia 2004 | Talleres Córdoba – Chacarita Juniors 2:2 Aldo Osorio 15, Víctor Píriz Alves 26 – Sebastián Diego Peña 43k, Claudio Graf 79                           |
| 11 kwietnia 2004 | Quilmes – Olimpo Bahía Blanca 0:1 Alejandro Delorte 88                                                                                               |
| 11 kwietnia 2004 | River Plate – CA Colón 4:1 Horacio Ameli 19, Luis González 23, Fernando Cavenaghi 75, 83 – Esteban Fuertes 80                                        |
| 11 kwietnia 2004 | Atlético Rafaela – Boca Juniors 0:1 Matías Donnet 74                                                                                                 |
| 11 kwietnia 2004 | Banfield – Arsenal Sarandí 1:1 José Luis Sánchez 90+2k – Rodolfo Quinteros 45                                                                        |
| 11 kwietnia 2004 | Nueva Chicago – Vélez Sarsfield 0:3 Fabricio Fuentes 2, Rolando Zárate 75, Leandro Gracián 80                                                        |

### Clausura 10
| Data             | Mecz |
| ---------------- | --- |
| 16 kwietnia 2004 | Gimnasia y Esgrima La Plata – Independiente 1:1 Gonzalo Choy González 16 – Hugo Morales 44                                           |
| 17 kwietnia 2004 | Racing Club – Talleres Córdoba 3:1 Milovan Mirosevic 17, Lisandro López 48, Mariano González 77 – Luciano de Bruno 85                |
| 17 kwietnia 2004 | Vélez Sarsfield – Estudiantes La Plata 3:1 Rolando Zárate 58, Maximiliano Pellegrino 64, 90 – Hugo Pavone 36                         |
| 18 kwietnia 2004 | Rosario Central – Newell’s Old Boys 0:0                                                                                              |
| 18 kwietnia 2004 | Boca Juniors – Nueva Chicago 2:0 Javier Villarreal 9, Antonio Barijho 61                                                             |
| 18 kwietnia 2004 | Chacarita Juniors – Atlético Rafaela 1:3 Cristian Humberto Milla 57 – Emanuel Villa 40, 67, 90+3                                     |
| 18 kwietnia 2004 | Lanús – Banfield 1:0 Ariel José Graziani 90+1                                                                                        |
| 18 kwietnia 2004 | Olimpo Bahía Blanca – Arsenal Sarandí 0:0                                                                                            |
| 18 kwietnia 2004 | CA Colón – Quilmes 3:3 Giovanni Hernández 21, 64, Esteban Fuertes 37 – Pablo Garnier 1, Ariel Maximiliano López 72, Rodrigo Braña 77 |
| 18 kwietnia 2004 | San Lorenzo de Almagro – River Plate 1:2 Ariel Carreño 69 – Luis González 62, Maxi López 86                                          |

### Clausura 11
| Data             | Mecz |
| ---------------- | --- |
| 23 kwietnia 2004 | Banfield – Olimpo Bahía Blanca 2:0 Fernando Ortiz 20, Eduardo Bustos Montoya 58                                                                       |
| 23 kwietnia 2004 | Quilmes – San Lorenzo de Almagro 1:1 Silvio Carrario 27 – Leandro Romagnoli 77k                                                                       |
| 23 kwietnia 2004 | Arsenal Sarandí – CA Colón 1:0 Marcelo Bustamante 64                                                                                                  |
| 24 kwietnia 2004 | Independiente – Rosario Central 3:2 Cristian Rodrigo Zurita 51, Hernán Losada 70, Julio César Gaona 42s – Rafael Andrés Olarra 33s, Paulo Ferrari 66k |
| 24 kwietnia 2004 | Nueva Chicago – Chacarita Juniors 1:1 Daniel Tilger 25 – Jorge Daniel Casanova 57                                                                     |
| 24 kwietnia 2004 | Talleres Córdoba – Lanús 1:0 Aldo Osorio 81k |
| 24 kwietnia 2004 | Atlético Rafaela – Racing Club 1:2 Guillermo Carlos Larrosa 29 – Andrés Felipe Orozco 20, Lisandro López 51                                           |
| 25 kwietnia 2004 | Estudiantes La Plata – Boca Juniors 2:2 Pablo Ariel Lugüercio 7, 25 – Franco Cángele 20, Carlos Tévez 44                                              |
| 25 kwietnia 2004 | River Plate – Gimnasia y Esgrima La Plata 1:1 Maxi López 87 – Germán Pablo Castillo 84                                                                |
| 25 kwietnia 2004 | Newell’s Old Boys – Vélez Sarsfield 2:2 Wálter Óscar Alcaraz 3s, Guillermo Marino 39 – Rolando Zárate 9, 43                                           |

### Clausura 12
| Data             | Mecz |
| ---------------- | --- |
| 29 kwietnia 2004 | Boca Juniors – Newell’s Old Boys 1:1 Antonio Barijho 5 – Julián Vásquez 32k                                          |
| 30 kwietnia 2004 | Rosario Central – River Plate 1:2 Gonzalo Belloso 85 – Daniel Montenegro 18, Fernando Cavenaghi 34                   |
| 30 kwietnia 2004 | Racing Club – Nueva Chicago 1:1 Andrés Felipe Orozco 11 – Daniel Tilger 45                                           |
| 2 maja 2004      | Vélez Sarsfield – Independiente 0:0                                                                                  |
| 2 maja 2004      | Chacarita Juniors – Estudiantes La Plata 2:0 Carlos Alberto Moreno 5, Diego Alejandro Rivero 20                      |
| 2 maja 2004      | Lanús – Atlético Rafaela 1:1 Rodrigo Ezequiel Díaz 3k – Emanuel Villa 45                                             |
| 2 maja 2004      | CA Colón – Olimpo Bahía Blanca 2:0 César Andrés Carignano 1, 64                                                      |
| 2 maja 2004      | Talleres Córdoba – Banfield 2:2 Víctor Píriz Alves 2, Julián Maidana 44 – Hernán Adrián González 23, Daniel Bilos 85 |
| 2 maja 2004      | Gimnasia y Esgrima La Plata – Quilmes 0:1 Silvio Carrario 63                                                         |
| 2 maja 2004      | San Lorenzo de Almagro – Arsenal Sarandí 0:0                                                                         |

### Clausura 13
| Data        | Mecz |
| ----------- | --- |
| 7 maja 2004 | Banfield – CA Colón 3:1 Daniel Bilos 23, Eduardo Bustos Montoya 32, Gabriel Amato 77 – César Andrés Carignano 51                                               |
| 7 maja 2004 | Olimpo Bahía Blanca – San Lorenzo de Almagro 2:0 Mauro Laspada 39, Leonardo Óscar Más 70                                                                       |
| 8 maja 2004 | Arsenal Sarandí – Gimnasia y Esgrima La Plata 1:0 Carlos Casteglione 53                                                                                        |
| 8 maja 2004 | Estudiantes La Plata – Racing Club 1:0 Rodolfo Aquino 34 |
| 9 maja 2004 | River Plate – Vélez Sarsfield 1:0 Claudio Husaín 70 |
| 9 maja 2004 | Newell’s Old Boys – Chacarita Juniors 4:1 Gastón Damián Aguirre 14, Guillermo Marino 60, Mauro Rosales 68, Javier Damián Morales 79 – Jorge Daniel Casanova 43 |
| 9 maja 2004 | Quilmes – Rosario Central 1:0 Silvio Carrario 40 |
| 9 maja 2004 | Nueva Chicago – Lanús 0:0 |
| 9 maja 2004 | Independiente – Boca Juniors 1:4 Jeremías Emanuel Caggiano 69 – Darío Raúl Caballero 18s, Antonio Barijho 31, 64, Franco Cángele 42                            |
| 9 maja 2004 | Atlético Rafaela – Talleres Córdoba 1:0 Darío Gandín 76 |

### Clausura 14
| Data         | Mecz |
| ------------ | --- |
| 14 maja 2004 | Vélez Sarsfield – Quilmes 0:1 Agustín Alayes 54                                                                                     |
| 15 maja 2004 | Atlético Rafaela – Banfield 0:1 Eduardo Bustos Montoya 35k                                                                          |
| 15 maja 2004 | Racing Club – Newell’s Old Boys 2:2 Lisandro López 68, Cristian Grabinski 89 – Walter Silvani 8, 28                                 |
| 15 maja 2004 | San Lorenzo de Almagro – CA Colón 2:0 Diego Raúl Capria 55, Walter Montillo 70                                                      |
| 16 maja 2004 | Boca Juniors – River Plate 0:1 Fernando Cavenaghi 37                                                                                |
| 16 maja 2004 | Talleres Córdoba – Nueva Chicago 0:0                                                                                                |
| 16 maja 2004 | Rosario Central – Arsenal Sarandí 1:3 Gustavo Barros Schelotto 12 – Rodolfo Quinteros 64, José Luis Calderón 75, Santiago Hirsig 86 |
| 16 maja 2004 | Gimnasia y Esgrima La Plata – Olimpo Bahía Blanca 1:1 Martín Albano Pautasso 22 – Mauro Laspada 45                                  |
| 16 maja 2004 | Lanús – Estudiantes La Plata 0:2 Hugo Pavone 27, 69                                                                                 |
| 16 maja 2004 | Chacarita Juniors – Independiente 0:0                                                                                               |

### Clausura 15
| Data         | Mecz |
| ------------ | --- |
| 21 maja 2004 | Arsenal Sarandí – Vélez Sarsfield 2:1 Juan Ignacio Fernández 40, José Luis Calderón 67 – Santiago Agustín Bianchi 1                                     |
| 22 maja 2004 | Estudiantes La Plata – Talleres Córdoba 2:1 Juan Krupoviesa 27, Ernesto Farías 37 – Facundo Adrián Erpen 19                                             |
| 22 maja 2004 | Banfield – San Lorenzo de Almagro 0:1 Pablo Zabaleta 39                                                                                                 |
| 23 maja 2004 | Independiente – Racing Club 1:3 Juan Eluchans 26 – Gastón Fernández 45, 63, Lisandro López 82                                                           |
| 23 maja 2004 | Nueva Chicago – Atlético Rafaela 2:2 Elvio Raúl Martínez 77, Daniel Tilger 86 – Rubén Forestello 29, Darío Gandín 83                                    |
| 23 maja 2004 | Olimpo Bahía Blanca – Rosario Central 0:0 |
| 23 maja 2004 | River Plate – Chacarita Juniors 0:0 |
| 23 maja 2004 | CA Colón – Gimnasia y Esgrima La Plata 0:0 |
| 23 maja 2004 | Newell’s Old Boys – Lanús 2:4 Fernando Belluschi 4, Mauro Rosales 81 – Ignacio Risso 22, Leandro Gioda 55, Rodrigo Ezequiel Díaz 57, Martín Andrizzi 60 |
| 23 maja 2004 | Quilmes – Boca Juniors 2:0 Danilo Gerlo 21, Joel Barbosa 40s                                                                                            |

### Clausura 16
| Data         | Mecz |
| ------------ | --- |
| 28 maja 2004 | Vélez Sarsfield – Olimpo Bahía Blanca 2:1 Rolando Zárate 25, Fabricio Fuentes 39 – Alejandro Delorte 74                                           |
| 28 maja 2004 | Rosario Central – CA Colón 0:1 Esteban Fuertes 59                                                                                                 |
| 28 maja 2004 | Lanús – Independiente 1:1 Martín Andrizzi 6 – Christian Giménez 33                                                                                |
| 29 maja 2004 | Nueva Chicago – Banfield 0:2 Eduardo Bustos Montoya 1, Julio Eduardo Barraza 28                                                                   |
| 29 maja 2004 | Racing Club – River Plate 1:2 Lucas Roberto Rimoldi 65 – José Sand 14, Maxi López 85                                                              |
| 29 maja 2004 | Talleres Córdoba – Newell’s Old Boys 1:0 Aldo Osorio 77                                                                                           |
| 29 maja 2004 | Boca Juniors – Arsenal Sarandí 3:0 Neri Cardozo 54, Franco Cángele 62, Guillermo Barros Schelotto 73k                                             |
| 29 maja 2004 | Gimnasia y Esgrima La Plata – San Lorenzo de Almagro 0:2 Damián Óscar Luna 7, Nicolás Guevara 12                                                  |
| 29 maja 2004 | Atlético Rafaela – Estudiantes La Plata 3:1 Gonzalo Román del Bono 41k, Hugo Alberto Barrientos 59, Darío Gandín 70 – Hugo Alberto Barrientos 15s |
| 29 maja 2004 | Chacarita Juniors – Quilmes 2:1 Mariano Mignini 5, Jorge Daniel Casanova 16 – Silvio Carrario 38                                                  |

### Clausura 17
| Data            | Mecz |
| --------------- | --- |
| 11 czerwca 2004 | Independiente – Talleres Córdoba 0:2 David Abraham 5s, Ariel José Donnet 81                                                           |
| 12 czerwca 2004 | CA Colón – Vélez Sarsfield 1:2 Sebastián Diego Peratta 55s – Rolando Zárate 71, Mauro Zárate 80                                       |
| 12 czerwca 2004 | Quilmes – Racing Club 3:0 Agustín Alayes 2, 46, Diego Ceballos 76                                                                     |
| 13 czerwca 2004 | Estudiantes La Plata – Nueva Chicago 1:1 Diego Colotto 90+3 – Daniel Tilger 34                                                        |
| 13 czerwca 2004 | Banfield – Gimnasia y Esgrima La Plata 3:1 Gabriel Amato 26, Javier Sanguinetti 53, José Luis Sánchez 55 – Marcelo Goux 42            |
| 13 czerwca 2004 | River Plate – Lanús 2:1 José Sand 25, Patricio Daniel Toranzo 72 – Martín Andrizzi 51                                                 |
| 13 czerwca 2004 | Newell’s Old Boys – Atlético Rafaela 0:1 Hugo Alberto Barrientos 86                                                                   |
| 13 czerwca 2004 | Arsenal Sarandí – Chacarita Juniors 2:2 Christian Gómez 57, Martín Vilallonga 88 – Carlos Alberto Moreno 43, Sebastián Diego Peña 65k |
| 13 czerwca 2004 | San Lorenzo de Almagro – Rosario Central 0:0                                                                                          |
| 13 czerwca 2004 | Olimpo Bahía Blanca – Boca Juniors 2:2 Mauro Laspada 65, Diego Alberto Galván 77 – Iarley 19, 55                                      |

### Clausura 18
| Data            | Mecz |
| --------------- | --- |
| 18 czerwca 2004 | Rosario Central – Gimnasia y Esgrima La Plata 1:1 Pablo Vitti 53 – Gonzalo Choy González 83                                           |
| 18 czerwca 2004 | Racing Club – Arsenal Sarandí 0:1 José Luis Calderón 53                                                                               |
| 19 czerwca 2004 | Nueva Chicago – Newell’s Old Boys 0:2 Germán Ré 27, Mauro Rosales 35                                                                  |
| 19 czerwca 2004 | Estudiantes La Plata – Banfield 0:2 Daniel Bilos 21, Rodrigo Palacio 36                                                               |
| 19 czerwca 2004 | Atlético Rafaela – Independiente 2:1 Darío Raúl Caballero 5s, Hugo Alberto Barrientos 8 – Christian Giménez 11                        |
| 20 czerwca 2004 | Vélez Sarsfield – San Lorenzo de Almagro 2:0 Lucas Valdemarín 16, 69                                                                  |
| 20 czerwca 2004 | Lanús – Quilmes 0:0 |
| 20 czerwca 2004 | Chacarita Juniors – Olimpo Bahía Blanca 1:2 Claudio Graf 37 – Esteban Buján 39, Hernán Esteban Medina 76k                             |
| 20 czerwca 2004 | Boca Juniors – CA Colón 0:0 |
| 20 czerwca 2004 | Talleres Córdoba – River Plate 3:2 Cristian Alberto Tula 11s, Víctor Píriz Alves 20, Aldo Osorio 33 – Marcelo Salas 72, Maxi López 90 |

### Clausura 19
| Data            | Mecz                                                                                                 |
| --------------- | --- |
| 26 czerwca 2004 | Newell’s Old Boys – Estudiantes La Plata 0:0                                                         |
| 26 czerwca 2004 | Independiente – Nueva Chicago 2:1 Patricio Abraham 4, Roberto Eduardo Carboni 85 – César Carranza 81 |
| 27 czerwca 2004 | Gimnasia y Esgrima La Plata – Vélez Sarsfield 1:0 Nelson Artigas Oliveira 45k                        |
| 27 czerwca 2004 | Arsenal Sarandí – Lanús 2:0 Rodolfo Quinteros 25, Juan Ignacio Fernández 66                          |
| 27 czerwca 2004 | Olimpo Bahía Blanca – Racing Club 1:1 Alejandro Delorte 26 – Gastón Fernández 45                     |
| 27 czerwca 2004 | Quilmes – Talleres Córdoba 0:0                                                                       |
| 27 czerwca 2004 | River Plate – Atlético Rafaela 1:1 Marcelo Gallardo 42 – Iván Juárez 72k                             |
| 27 czerwca 2004 | San Lorenzo de Almagro – Boca Juniors 1:0 Pablo Zabaleta 22                                          |
| 27 czerwca 2004 | Banfield – Rosario Central 1:1 Juan Marcelo Ojeda 55s – Germán Gustavo Herrera 89                    |
| 27 czerwca 2004 | CA Colón – Chacarita Juniors 1:2 Esteban Fuertes 42 – Mauricio Hugo Piersimone 49, Claudio Graf 60   |

### Tabela końcowa Clausura 2003/04
| Poz | Klub                         | Mecze | Zw | Rem | Por | Pkt | BrZd | BrStr |
| --- | ---------------------------- | ----- | -- | --- | --- | --- | ---- | ----- |
| 1   | River Plate                  | 19    | 12 | 4   | 3   | 40  | 41   | 21    |
| 2   | Boca Juniors                 | 19    | 10 | 6   | 3   | 36  | 34   | 17    |
| 3   | Talleres Córdoba             | 19    | 10 | 5   | 4   | 35  | 30   | 19    |
| 4   | CA Banfield                  | 19    | 9  | 5   | 5   | 32  | 27   | 17    |
| 5   | CA Vélez Sarsfield           | 19    | 9  | 4   | 6   | 31  | 31   | 21    |
| 6   | CA Argentino de Quilmes      | 19    | 7  | 8   | 4   | 29  | 21   | 16    |
| 7   | Arsenal Sarandí Buenos Aires | 19    | 7  | 8   | 4   | 29  | 21   | 22    |
| 8   | Racing Club de Avellaneda    | 19    | 8  | 4   | 7   | 28  | 29   | 29    |
| 9   | San Lorenzo de Almagro       | 19    | 6  | 8   | 5   | 26  | 18   | 16    |
| 10  | Atlético Rafaela             | 19    | 7  | 5   | 7   | 26  | 25   | 24    |
| 11  | CA Colón                     | 19    | 7  | 4   | 8   | 25  | 20   | 26    |
| 12  | Newell’s Old Boys            | 19    | 4  | 10  | 5   | 22  | 28   | 25    |
| 13  | Independiente                | 19    | 5  | 7   | 7   | 22  | 21   | 27    |
| 14  | Estudiantes La Plata         | 19    | 5  | 6   | 8   | 21  | 19   | 29    |
| 15  | Club Atlético Lanús          | 19    | 5  | 5   | 9   | 20  | 21   | 27    |
| 16  | Olimpo Bahía Blanca          | 19    | 4  | 7   | 8   | 19  | 18   | 28    |
| 17  | Gimnasia y Esgrima La Plata  | 19    | 3  | 8   | 8   | 17  | 21   | 26    |
| 18  | Nueva Chicago Buenos Aires   | 19    | 2  | 11  | 6   | 17  | 18   | 27    |
| 19  | Chacarita Juniors            | 19    | 3  | 8   | 8   | 17  | 21   | 34    |
| 20  | Rosario Central              | 19    | 2  | 7   | 10  | 13  | 16   | 29    |

### Klasyfikacja strzelców bramek
| Gole | Piłkarz            | Klub                         |
| ---- | ------------------ | ---------------------------- |
| 13   | Rolando Zárate     | CA Vélez Sarsfield           |
| 10   | Aldo Osorio        | Talleres Córdoba             |
| 9    | Fernando Cavenaghi | River Plate                  |
| 8    | José Luis Calderón | Arsenal Sarandí Buenos Aires |
| 8    | Víctor Píriz Alves | Talleres Córdoba             |
| 8    | Mauro Rosales      | Newell’s Old Boys            |

### Tablica spadkowa na koniec turnieju Clausura 2003/04
| Poz | Klub                         | 2003/04 pkt/m | 2004/05 pkt/m | 2005/06 pkt/m | Razem pkt/mecze | Średnia |
| --- | ---------------------------- | ------------- | ------------- | ------------- | --------------- | ------- |
| 1   | River Plate                  | 84/38         | 79/38         | 66/38         | 229/114         | 2.0088  |
| 2   | Boca Juniors                 | 68/38         | 79/38         | 75/38         | 222/114         | 1.9474  |
| 3   | CA Argentino de Quilmes      | 0/0           | 0/0           | 60/38         | 60/38           | 1.5789  |
| 4   | San Lorenzo de Almagro       | 57/38         | 56/38         | 61/38         | 174/114         | 1.5263  |
| 5   | Racing Club de Avellaneda    | 68/38         | 53/38         | 50/38         | 171/114         | 1.5000  |
| 6   | CA Vélez Sarsfield           | 48/38         | 66/38         | 53/38         | 167/114         | 1.4649  |
| 7   | CA Colón                     | 56/38         | 57/38         | 49/38         | 162/114         | 1.4211  |
| 8   | CA Banfield                  | 48/38         | 48/38         | 64/38         | 160/114         | 1.4035  |
| 9   | Arsenal Sarandí Buenos Aires | 0/0           | 49/38         | 55/38         | 104/76          | 1.3684  |
| 10  | Newell’s Old Boys            | 51/38         | 49/38         | 51/38         | 151/114         | 1.3246  |
| 11  | Gimnasia y Esgrima La Plata  | 64/38         | 46/38         | 38/38         | 148/114         | 1.2982  |
| 12  | Independiente                | 41/38         | 61/38         | 44/38         | 146/114         | 1.2807  |
| 13  | Rosario Central              | 40/38         | 62/38         | 44/38         | 146/114         | 1.2807  |
| 14  | Club Atlético Lanús          | 51/38         | 51/38         | 42/38         | 144/114         | 1.2632  |
| 15  | Estudiantes La Plata         | 51/38         | 43/38         | 44/38         | 138/114         | 1.2105  |
| 16  | Olimpo Bahía Blanca          | 0/0           | 51/38         | 39/38         | 90/76           | 1.1842  |
| 17  | Talleres Córdoba             | 30/38         | 44/38         | 59/38         | 133/114         | 1.1667  |
| 18  | Atlético Rafaela             | 0/0           | 0/0           | 43/38         | 43/38           | 1.1316  |
| 19  | Chacarita Juniors            | 47/38         | 41/38         | 38/38         | 126/114         | 1.1053  |
| 20  | Nueva Chicago Buenos Aires   | 48/38         | 41/38         | 28/38         | 117/114         | 1.0263  |

## Sumaryczna tabela sezonu 2003/04
Tabela ma znaczenie nie tylko statystyczne. Na jej podstawie wyznaczane są kluby, które reprezentować będą Argentynę w dwóch największych klubowych turniejach południowoamerykańskich Copa Libertadores i Copa Sudamericana.
| Poz | Klub                         | Mecze | Zw | Rem | Por | Pkt | BrZd | BrStr |
| --- | ---------------------------- | ----- | -- | --- | --- | --- | ---- | ----- |
| 1   | Boca Juniors                 | 38    | 21 | 12  | 5   | 75  | 65   | 28    |
| 2   | River Plate                  | 38    | 19 | 9   | 10  | 66  | 64   | 45    |
| 3   | CA Banfield                  | 38    | 18 | 10  | 10  | 64  | 54   | 35    |
| 4   | San Lorenzo de Almagro       | 38    | 17 | 11  | 10  | 61  | 44   | 29    |
| 5   | CA Argentino de Quilmes      | 38    | 15 | 15  | 8   | 60  | 41   | 29    |
| 6   | Talleres Córdoba             | 38    | 16 | 11  | 11  | 59  | 57   | 49    |
| 7   | Arsenal Sarandí Buenos Aires | 38    | 13 | 16  | 9   | 55  | 39   | 38    |
| 8   | CA Vélez Sarsfield           | 38    | 14 | 11  | 13  | 53  | 51   | 49    |
| 9   | Newell’s Old Boys            | 38    | 11 | 18  | 9   | 51  | 55   | 45    |
| 10  | Racing Club de Avellaneda    | 38    | 12 | 14  | 12  | 50  | 52   | 52    |
| 11  | CA Colón                     | 38    | 12 | 13  | 13  | 49  | 43   | 50    |
| 12  | Independiente                | 38    | 10 | 14  | 14  | 44  | 36   | 46    |
| 13  | Rosario Central              | 38    | 10 | 14  | 14  | 44  | 44   | 55    |
| 14  | Estudiantes La Plata         | 38    | 11 | 11  | 16  | 44  | 37   | 49    |
| 15  | Atlético Rafaela             | 38    | 10 | 13  | 15  | 43  | 44   | 52    |
| 16  | Club Atlético Lanús          | 38    | 9  | 15  | 14  | 42  | 42   | 50    |
| 17  | Olimpo Bahía Blanca          | 38    | 9  | 12  | 17  | 39  | 35   | 51    |
| 18  | Chacarita Juniors            | 38    | 8  | 17  | 13  | 38* | 41   | 53    |
| 19  | Gimnasia y Esgrima La Plata  | 38    | 8  | 14  | 16  | 38  | 35   | 48    |
| 20  | Nueva Chicago Buenos Aires   | 38    | 4  | 16  | 18  | 28  | 32   | 58    |

- Chacarita Juniors – 3 punkty zostały odjęte
- Do Copa Libertadores 2005 zakwalifikowały się: Boca Juniors i River Plate jako mistrzowie Argentyny turniejów Apertura i Clausura, natomiast pozostałe trzy kluby, czyli Banfield, San Lorenzo de Almagro oraz Quilmes, dzięki zajętej pozycji w tabeli sumarycznej.
- Do Copa Sudamericana 2004 zakwalifikowały się River Plate, Boca Juniors, Banfield, San Lorenzo de Almagro i Quilmes. Z nieznanych przyczyn w Copa Sudamericana wystąpił Arsenal Sarandí zamiast klubu Talleres Córdoba. Prawdopodobnie przyczyną był fakt, że Talleres w tym sezonie spadł po barażach do drugiej ligi.

## Baraże o utrzymanie się w lidze

### Pierwsze mecze
| Data            | Mecz |
| --------------- | --- |
| 30 czerwca 2004 | Huracán Tres Arroyos – Atlético Rafaela 2:1 Claudio Marcelo García 23, Ezequiel Miralles 57 – Fabián Andrés Césaro 51 |
| 1 lipca 2004    | Argentinos Juniors – Talleres Córdoba 2:1 Jorge Roberto Quinteros 45, 78 – Aldo Osorio 28                             |

### Rewanże
| Data         | Mecz |
| ------------ | --- |
| 4 lipca 2004 | Atlético Rafaela – Huracán Tres Arroyos 2:3 Darío Gandín 9, Emanuel Villa 27 – Cristian Galván 7, Jorge Izquierdo 59, 70 |
| 4 lipca 2004 | Talleres Córdoba – Argentinos Juniors 1:2 Luciano de Bruno 68k – Gustavo Oberman 1, Jorge Roberto Quinteros 88k          |

Oba zespoły pierwszoligowe, Atlético Rafaela i Talleres Córdoba, przegrały swoje baraże i spadły do drugiej ligi, a na ich miejsce awansowały Argentinos Juniors oraz Huracán Tres Arroyos